# 1120 هـ
1120 هـ هي سنة في التقويم الهجري امتدت مقابلةً في التقويم الميلادي بين سنتي 1708 و1709.

## وفيات
- ابن زاكور
- محمد النشرتي
- أحمد بن عبد الله معن الأندلسي.